# Можжевёловая ягода

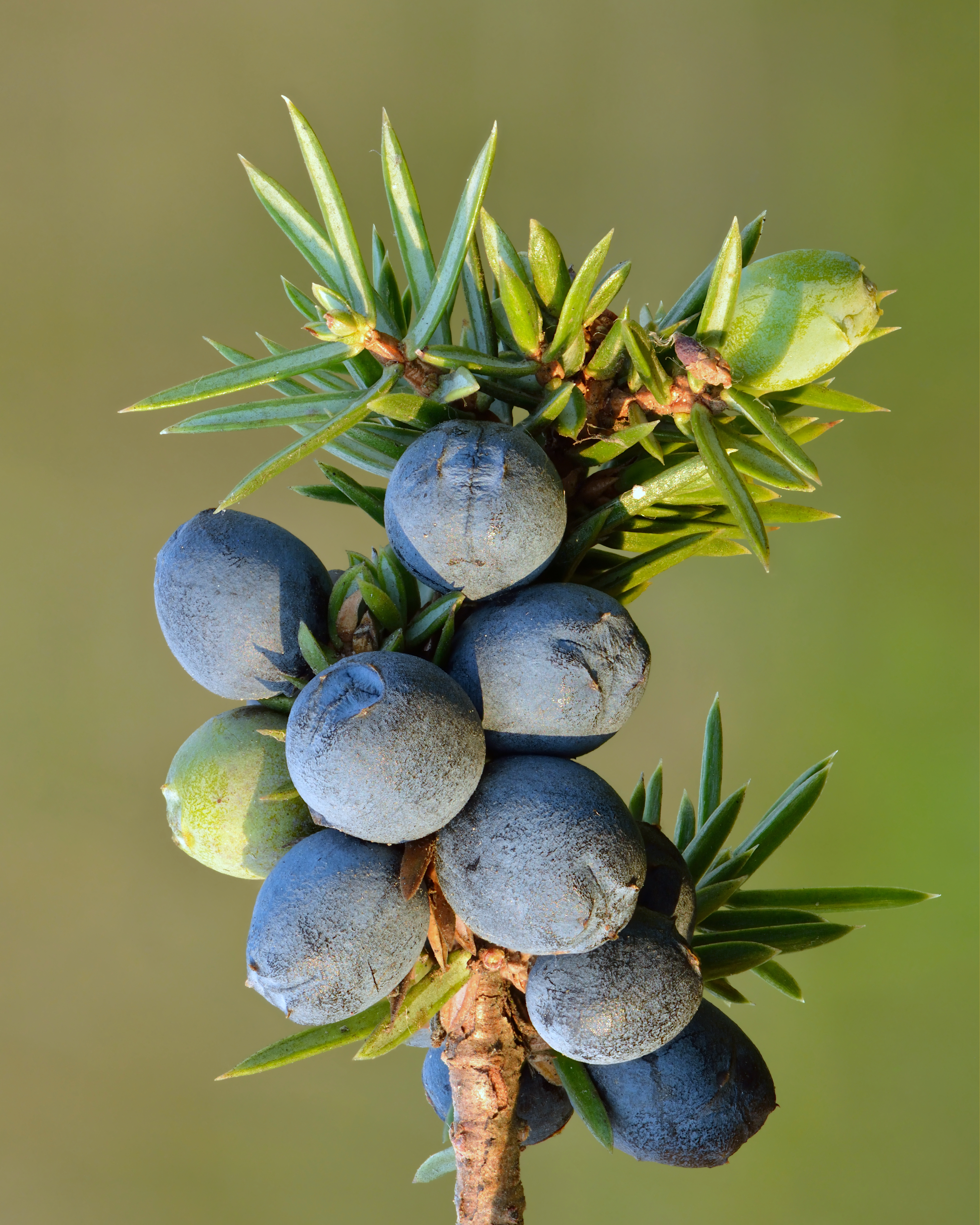
Шишкоягоды можжевельника обыкновенного

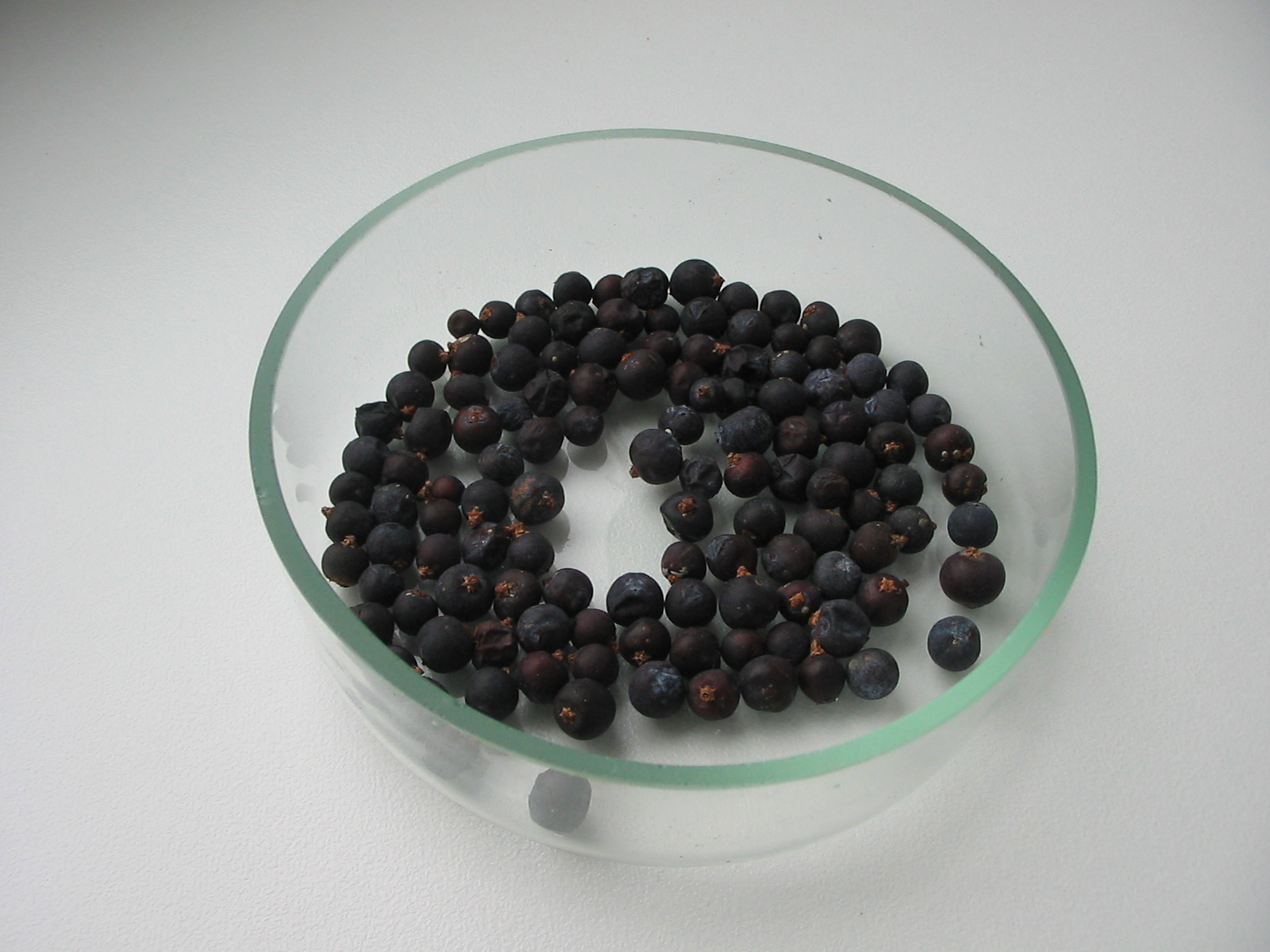
Шишкоягоды можжевельника

Можжевельник — высушенные шишкоягоды растений из рода можжевельник.
Шишкоягодами можжевельника приправляют блюда из дичи. Из них приготавливают различные маринады и соусы, которые идут на приготовление рыбных и мясных блюд. Хорошо сочетается с перцем, гвоздикой, лавровыми листьями. Чтобы придать мясу вкус дичи, добавляют шишкоягоды к блюдам из свинины, телятины, баранины. Также их добавляют при изготовлении охотничьих колбасок.
Сухие шишкоягоды добавляют при квашении капусты и огурцов, к блюдам из фасоли, при производстве крепких алкогольных напитков (например, джина или штейнхегера), пива, кваса.

## Виды
Все виды можжевельника выращивают ягоды, но некоторые считаются слишком горькими для употребления в пищу. Из съедобных видов выделяют: Можжевельник косточковый, Можжевельник красноплодный, Можжевельник толстокорый, и Можжевельник калифорнийский. Но некоторые, такие как Можжевельник казацкий, не пригодны в пищу в связи с их токсичностью.

## Характеристика
Размер ягод можжевельника составляет 4—12 миллиметров. Все виды, в основном, одинаковые по размеру, хотя некоторые могут быть большие, в частности вид drupecea может составлять 20—28 мм в диаметре. В отличие от разделённых и древесных чешуек типичного соснового конуса, все из ягод можжевельника остаются мясистыми и сливаются в единое покрытие, окружающее семена. Молодые ягоды зелёного цвета, зрелые — фиолетово-чёрные. Средний срок жизни составляет 18 месяцев, однако иногда встречаются короче (8—10). Известный напиток — джин, ароматизирован зрелыми, но зелёными ягодами.

## Влияние на здоровье
Можжевельник общепризнан в США как безопасный. При приёме ягоды можжевельника могут иметь различные побочные эффекты, которые не были протестированы клинически. В основном популярна теория о повышенном риске выкидыша, даже если принять продукт в малых дозах; употребление ягод можжевельника может повлиять на беременных и кормящих женщин, людей с диабетом и нарушениями свёртываемости крови. В традиционной медицине ягоды можжевельника использовались как противозачаточные для женщин. Эфирные масла продукта обладают противогрибковыми и противомикробными свойствами.